# Štěnice domácí
Štěnice domácí (Cimex lectularius, Linnaeus, 1758) (také zvaná štěnice postelní) je druh polokřídlého hmyzu, jenž se živí primárně lidskou krví. Vyskytuje se po celém světě a představuje běžného parazita lidí. Jedná se o ploštici s proměnou nedokonalou, bez křídel a s hematofagním způsobem života. Dospělci mají ploché tělo světlehnědé až červenohnědé barvy, o velikosti 4–5 mm. Nymfy i dospělci se přes den skrývají v lidských obydlích (nábytek, stěny a podlahy) a v noci sají krev na lidech. Sání krve trvá v průměru 3–10 minut. Kromě pokousání v podobě svědivých puchýřků na těle hostitele mají štěnice také socio-psychologický význam. Štěnice nejsou vektorem patogenů. V tropických oblastech se vyskytuje příbuzný druh Cimex hemipterus.

## Popis

### Základní morfologie
Dospělé štěnice mají oválné žlutohnědé nebo červenohnědé tělo (velikosti do 5 mm), nymfy jsou slámově zbarvené o velikosti cca 1,3 mm. Tělo s třemi páry nohou, na hlavě čtyřčlánková tykadla. Nemají křídla. Proměna nedokonalá. Živí se pouze krví, kterou sají na lidech, ale mohou sát i na psech, kočkách a ptácích v klecích. Žijí 1 až 1,5 roku a jsou pověstné tím, že dokáží hladovět několik měsíců. Vyskytují se pouze v pravidelně obývaných lidských obydlích. Vzhled štěnic se mění po napití krví.
Vývojová stádia:
1. vajíčko,
2. nymfa (5 vývojových stádií, každé se musí nasát krve, aby jejich vývoj pokračoval),
3. dospělec (samice, samec).

Vývoj od vajíčka do dospělosti trvá při teplotě 23–25 °C 30–50 dní.
Po dosažení pohlavní dospělosti mohou klást vajíčka; dosažení pohlavní dospělosti je závislé na teplotě okolí (při teplotě kolem 23 °C je to asi 62 dní, při teplotě 18 °C 125 dní). Podobná závislost platí i pro odolnost k hladovění (při 23 °C vydrží štěnice hladovět 70–136 dní, při 18 °C pak 143–260 dní). Vajíčka kladou samičky v úkrytech a přilepují je k podkladu sekretem. Za týden naklade samice štěnice až 8 vajec, za celý život pak od 200 do 500 vajíček (údaje se různí).
Štěnice jsou tzv. gregarický hmyz (tzn. hmyz, který se sdružuje), proto ve vhodných úkrytech zakládají kolonie. Tyto kolonie jsou dobře dohledatelné podle tmavých výkalů štěnic, svleček (exuvií) a světlých vajíček, která se hromadí v jejich okolí. Při vyrušení (otřesy, ostřejší světlo, aplikace insekticidů) tyto kolonie opouštějí.

### Hostitel
Pro štěnice, které tráví většinu svého života v úkrytech, je životně důležitá lokalizace hostitele. Člověka dokáží lokalizovat na vzdálenost cca 1,5 m. Podnětem je teplota kůže, kairomony a CO2. Tepelné sensory umístěné na tykadlech rozeznají teplotní rozdíly 1–2 °C. Krev sají štěnice v noci, ve dne jsou v úkrytech. Při velmi vysokém stupni zamoření jsou však i přes den na volně přístupných místech (stěny, nábytek, rámy oken apod.). Štěnice není světloplachá, nevadí jí běžné denní světlo, ani běžné umělé osvětlení. Bodají hlavně na odhalených (nepřikrytých) částech těla; pod peřinou nebo pod oděvem zpravidla ne. Při vpichu vstříkne štěnice do rány anestetikum, takže kousnutí nebolí; zánět (zarudnutí a svědivost) se objeví až později. Uvádí se, že pokud člověk nikdy dříve nepřišel se štěnicemi do kontaktu (nebyl pokousán), objeví se mu první reakce až po týdnu po pokousání. Poté se objevuje cca po osmi hodinách od pokousání.
Dospělá štěnice se pohybuje rychlostí cca 1 m/min; nymfy 20 cm/min. Lezou hlavně po drsných plochách, na skle nebo plechu se neudrží. Při vyrušení spadnou; není však pravda, že se takto cíleně dostávají do blízkosti člověka. Sání trvá 5–20 minut dle vývojového stádia. Sání štěnic vyvolává dosti značné kožní reakce a vznik tzv. cimikózy, která bývá velmi často praktickými lékaři zaměňována za reakci na kyselé a podobné vyrážky, a tím zůstává pravý původ déle neodhalen. Interval sání krve je závislý na teplotě (při teplotě 18–20 °C jedenkrát za 7–10 dní; při teplotě 25 °C jedenkrát za 3–4 dny), v době mezi sáním jsou v úkrytu. Při teplotě 16 °C přestávají být aktivní.

### Genetická výstavba
Vědci studovali genetickou rozmanitost štěnic v budovách a zjistili, že je natolik malá, že v některých případech štěnice, které zamořily celý dům, pocházejí od jediné samičky. Tito příbuzní se dál a dál kříží mezi sebou – některé takto příbuzné populace už vytvořily 70 generací – a zjevně se to nijak negativně neodráží na jejich zdraví, zatímco u jiných živočichů by takto rozsáhlé příbuzenské křížení vedlo k závažným mutacím, které by nakonec znamenaly pro tyto populace záhubu. Pro štěnice a také šváby to však evidentně není problém, což také může vysvětlit, proč se dokáží tak rychle šířit a množit. V posledních letech jejich výskyt celosvětově narůstá, a to v řádech stovek procent ročně.

### Přenosné choroby
Přenos choroboplodných zárodků z člověka na člověka nebyl u štěnice domácí prokázán. V roce 2017 vyšel článek o novém výzkumu kanadských vědců, který prokazuje, že v těle štěnic byly nalezeny bakterie odolné vůči antibiotikům, ale nebylo prokázáno jejich šíření na další „oběti“ pokousání.

## Galerie

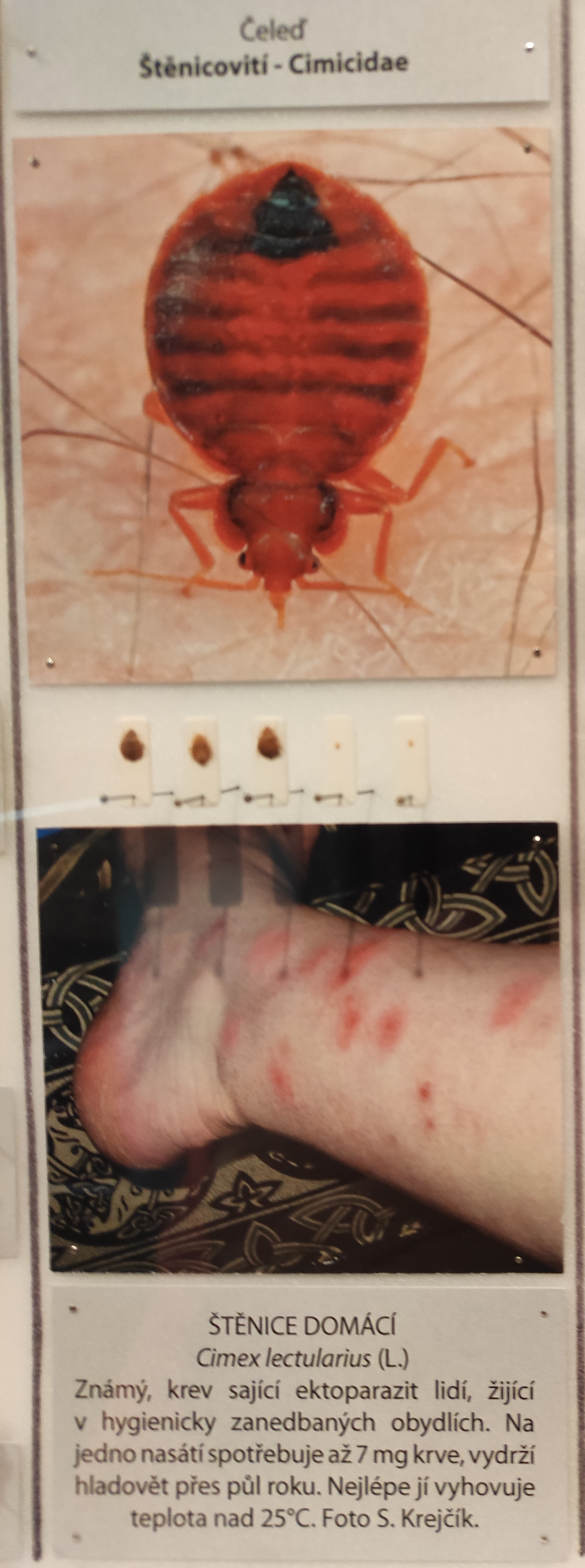

## Ekologie
Štěnice žijí ve skupinách a nejčastěji v těsné blízkosti člověka. Tráví až 95 % svého života v úkrytech, co nejblíže míst, kde lidé spí.

### Nejčastější místa úkrytů štěnic v bytech
- záhyby povlečení,
- matrace, čalounění – ve švech,
- konstrukce postelí, sedacích souprav, křesel – štěrbiny, díry, zadní a spodní krycí tkaniny čalouněného nábytku,
- nábytek – štěrbiny, díry, zásuvky stolu,
- zdivo – praskliny, štěrbiny, díry po hmoždinkách apod.,
- obložení zdí a stropu, odchlípnuté tapety,
- rámy obrazu a zrcadel, plakáty na zdech, poličky na zdech,
- podlahové lišty, okraje koberců,
- knihy, telefonní seznamy apod. – mezi stránkami, ve hřbetu,
- průchody teplovodních a elektrických rozvodů, zásuvky, lišty el. rozvodů,
- mezi prádlem a oblečením,
- v pelíšcích domácích zvířat,
- panty a štěrbiny u dveřních zárubní,
- kartonové obaly (uvnitř vlnkování kartonu).

### Nejčastější místa výskytu
- byty všech sociálních vrstev, zejména na sídlištích,
- chaty, rekreační objekty, školy v přírodě,
- ubytovací zařízení (hotely, hostely, motely, ubytovny),
- byl zjištěn výskyt v lůžkových vlacích, letadlech, lodích,
- nezřídka se objevují i v zaměstnaneckých šatnách.

## Vliv štěnic na člověka
- imunitní reakce v místech bodnutí (svědění, kožní podráždění, zduřeniny),
- psychický stres, pocit nespokojenosti, nespavost,
- ostrakismus – pocit vyloučení ze společnosti (neznalí lidé — česká společnost obecně — považují výskyt štěnic za projev nepořádku v bytě, sociálního nepřizpůsobení, zanedbání osobní hygieny a k lidem, kteří štěnice mají, přistupují s nedůvěrou a udržují si v jednání odstup, mnozí jsou přesvědčeni o tom, že lidé mohou štěnice přenášet na sobě, stejně jako blechy nebo vši).

U osob, které se s výskytem štěnic setkaly poprvé, se typická kožní reakce objevuje se zpožděním, až po proběhlé imunizaci (alergizaci), která trvá necelý týden. Po této době se pak najednou během několika hodin objeví typické červeně svědivé pupínky v každém místě sání. Intenzita „kopřivky“ je tedy závislá na celkovém počtu sání v průběhu celého týdne. Přibližně 30 % lidí nemá žádné kožní reakce na pobodání štěnicemi. U již imunizovaných osob se typická kožní reakce na místě sání objevuje do několika hodin.
Proti svědění se doporučují různé byliny, jako je máta, levandule, černý pepř, červená paprika aj. Některé další úlevné prostředky: sůl nebo lžička jedlé sody přidaná do sklenice s vodou a aplikovaná na infikované oblasti. Podobně působí i kamenec přidaný do vody. Použití ledu na infikované oblasti je dalším účinným prostředkem.
Vzhledem k výše popsaným příznakům (kopřivka) může být výskyt štěnic zpočátku nepozorován a výskyt kožních problémů není se štěnicemi vůbec spojován. V mnoha případech je pak pacient léčen na tyto kožní problémy, protože ne všichni lékaři si výskyt kopřivky spojí s možným výskytem štěnic. Během této doby „léčení“ pak dochází k množení štěnic a jejich výskyt je zpravidla zjištěn až při vyšším počtu jedinců, kdy je již byt zamořen.

## Dezinsekce
Na podzim roku 2023 se v médiích a zejména na sociálních sítích rozšířily zprávy o přemnožení štěnic v Paříži. Často však šlo o jiné škůdce (veš, rus domácí). Podle Státního zdravotního ústavu se poptávka po hubení štěnic v ČR sice zvýšila o 15 %, ale šlo o návrat do původního stavu po přechodném poklesu v době pandemie covidu, kdy se méně cestovalo. Není doporučeno kupovat volně prodejné přípravky, protože nejsou na štěnice příliš účinné. Ve většině případů obsahují pouze syntetické pyrethroidy, na které jsou štěnice rezistentní a v mnoha případech mají dokonce efekt spíše repelující, tj. že štěnice rozeženete dále do bytu. Pro hubení je doporučeno zavolat odbornou společnost, která má dostatečně účinné přípravky s reziduálním efektem. Po návratu z dovolené, kde mohlo být podezření na štěnice, nepokládejte zavazadla na postel nebo podlahu a vše vyperte minimálně na 60 °C. Všechna vývojová stádia zahubí už teplota 45 °C, ale musí působit po dobu jedné hodiny. Co nelze vyprat, zmrazit na jeden den uložením do mrazáku.